# رشنة (مودية)

تعديل مصدري - تعديل

رشنة هي إحدى قرى عزلة مودية بمديرية مودية التابعة لمحافظة أبين، بلغ تعداد سكانها 55 نسمة حسب تعداد اليمن لعام 2004.